# 宮坂健太
宮坂 健太（みやさか けんた、1997年1月23日 - ）は、神奈川県出身の元子役、俳優。身長158cm。体重49kg。血液型はO型。舞夢プロ所属。

## 出演

### 映画
- Dus Kids 〜放課後の冒険〜（2007年） - 健一 役 ※デビュー作[1]
- クローズド・ノート（2007年） - クラスメイト 役
- Girl's BOX ラバーズ☆ハイ（2008年） - タケル 役
- TO THE FUTURE（2008年） - サッツン 役 ※主演
- The ショートフィルムズ/みんな、はじめはコドモだった LOOSEN TIGHTEN（2008年） - 中田 役 ※主演
- 20世紀少年 最終章 ぼくらの旗（2009年） - 子供 役
- SUPER8/スーパーエイト（2011年） - 声の出演：チャールズ・カズニック 役
- 心が叫びたがってるんだ。（2017年） - 明田川慎二郎 役

### テレビドラマ
NHK
- 七瀬ふたたび（2008年） - 広瀬朗 役
- まっつぐ〜鎌倉河岸捕物控〜（2009年） - 庄太 役
- 坂の上の雲 第3部（2011年） - 佐藤市五郎 役
- 軍師官兵衛（2014年） - 小早川元総 役

日本テレビ
- 銭ゲバ（2009年） - 木内武史 役
- 先に生まれただけの僕（2017年） - 谷原亮 役

TBS
- 3年B組金八先生ファイナル（2011年） - 遠藤翔太 役
- 放課後グルーヴ（2013年） - 坂東浩司 役

テレビ朝日
- オトコの子育て（2007年） - 誠 役
- 椿山課長の七日間（2008年）
- 相棒 Season 11（2013年） - 仲川茂夫（少年期） 役

テレビ東京
- エリートヤンキー三郎（2007年） - 三郎（少年時代） 役

tvk
- 満福少女ドラゴネット（2010年）

### CM
- 宮城民放4局合同キャンペーン「テレビ家族メディア宣言」（2008年）

### ネット配信
- AKBホラーナイト アドレナリンの夜 第16話「ヒロイン」（2015年11月26日、ビデオパス・テレ朝動画） - 演劇部員・トモ 役

### ラジオ
- トヨタプレゼンツ 秋元康のドラマティックドライブ〜いつも誰かと〜（2007年）